# Жовтневий район (Іжевськ)
Октя́брський район — міський район міста Іжевськ, Удмуртія, Росія. Населення району становить 137 734 особи (2009, 142 994 в 2002). Утворений 7 лютого 1945 року. Площа району становить 87,8 км².
Район хоча і вважається центральним, все ж таки тут є багато промислових підприємств, найбільшими з яких є Іжевський мотозавод, ВАТ «Удмуртнафта», Іжевський електро-механічний завод, ВАТ «Прогрес», ВАТ «Удмуртнафтопродукт», ЗАТ «Удмуртцивілпроект» та ін.

## Склад
Район розташований на півночі міста, є найбільшим за населенням.
До району входять такі мікрорайони:
- Пазели
- Орловське
- Ігерман
- Металург
- Колтома